# 下保倉村
下保倉村（しもほくらむら）は、かつて新潟県東頸城郡にあった村。

## 沿革
- 1889年（明治22年）4月1日 - 町村制の施行により、東頸城郡長走村、東俣村、杉坪村、日向村、六日町村、横川村、顕聖寺村、下柿野村、上柿野村、大栃山村、岩室村、桜島村、菱田村、有島村及び釜淵村の区域をもって、改めて東頸城郡下保倉村が発足する。
- 1901年（明治34年）11月1日 - 東頸城郡下保倉村及び末広村が合併して、東頸城郡下保倉村が発足する。
- 1955年（昭和30年）3月31日 - 東頸城郡安塚村の区域のうち、大字中猪子田、下猪子田、上猪子田、小谷島、虫川、小蒲生田、横住、真光寺、谷、法定寺及び熊沢の区域が合併して、東頸城郡浦川原村が発足する。